# Kumta
Kumta (o Coompta, Kumpta) è una città dell'India di 27.597 abitanti, situata nel distretto del Kannada Settentrionale, nello stato federato del Karnataka. In base al numero di abitanti la città rientra nella classe III (da 20.000 a 49.999 persone).

## Geografia fisica
La città è situata a 14° 25' 0 N e 74° 24' 0 E e ha un'altitudine di 2 m s.l.m..

## Società

### Evoluzione demografica
Al censimento del 2001 la popolazione di Kumta assommava a 27.597 persone, delle quali 13.992 maschi e 13.605 femmine. I bambini di età inferiore o uguale ai sei anni assommavano a 2.750, dei quali 1.425 maschi e 1.325 femmine. Infine, coloro che erano in grado di saper almeno leggere e scrivere erano 21.358, dei quali 11.492 maschi e 9.866 femmine.